# Paraskeví Patulidu
Paraskevi ("Voula") Patoulidou - (29 de marzo de 1965 en Tripotamo, Grecia) Atleta griega especialista en los 100 metros vallas que se proclamó campeona olímpica de esta prueba en los Juegos de Barcelona 1992, pese a no contar entre las favoritas.
Comenzó su carrera atlética participando tanto en pruebas de velocidad, como de vallas y salto de longitud. Estuvo presente en los Juegos Olímpicos de Seúl 1988 como integrante del equipo griego de relevos 4 x 100 m.
En los Juegos Balcánicos de Estambul 1990 logró la victoria tanto en 100 m lisos como en 100 m vallas. Al año siguiente en los Juegos del Mediterráneo de Atenas 1991, logró la medalla de oro en los 100 m lisos y la de plata en los 100 m vallas, donde le venció la francesa Anne Piquereau.
El gran éxito de su vida lo consiguió en los Juegos Olímpicos de Barcelona 1992 cuando ganó la medalla de oro en los 100 m vallas, en lo que fue la mayor sorpresa del atletismo en esos Juegos.
A priori, Patoulidou no contaba ni siquiera para estar en la final de su prueba. Fue pasando rondas con gran dificultad: 4ª en su serie de primera ronda (13,14), 3ª en cuartos de final (13,05) y 3ª en las semifinales (12,88), donde hizo su récord personal y obtuvo el pase para la final. Esto era considerado un gran éxito en su país, pues era la primera mujer griega que disputaba una final de pista en unos Juegos.
La final tuvo lugar el 6 de agosto. La gran favorita era la estadounidense Gail Devers, que ya había ganado el oro en los 100 m lisos. Cuando parecía que Devers iba a ganar claramente, tropezó con la última valla y dio al traste con todas sus opciones. Patoulidou logró la victoria de forma sorprendente con un gran tiempo de 12,64 pulverizando su marca personal y el récord de Grecia. Era la primera mujer griega que ganaba una medalla de oro en unos Juegos Olímpicos.
Tras cruzar la línea de meta Patoulidou pensó que había logrado la medalla de bronce y comenzó a festejarlo. Pero cuando vio la repetición de la prueba en el marcador gigante del estadio se dio cuenta de que en realidad había ganado el oro, y al principio no podía dar crédito. La celebración de su triunfo es uno de los momentos más recordados de los Juegos de Barcelona.
Esta fue la clasificación de la final:
| Puesto | Atleta               | País | Tiempo |
| ------ | -------------------- | ---- | ------ |
| 1.     | Paraskevi Patoulidou | GRE  | 12,64  |
| 2.     | LaVonna Martin       | EUA  | 12,69  |
| 3.     | Yordanka Donkova     | BUL  | 12,70  |
| 4.     | Lynda Tolbert        | EUA  | 12,75  |
| 5.     | Gail Devers          | EUA  | 12.75  |
| 6.     | Aliuska López        | CUB  | 12,87  |
| 7.     | Natalia Kolovanova   | CEI  | 13,01  |
| 8.     | Odalys Adams         | CUB  | 13,57  |

Tras los Juegos de Barcelona dejó las pruebas de vallas para probar suerte en el salto de longitud. En esta prueba obtuvo el triunfo en los Juegos Balcánicos de Trikala 1994 y participó en los Juegos Olímpicos de Atlanta 1996, donde se clasificó para la final y acabó en 11.ª posición con 6.37
Cuatro años después y ya con 35 años participó en los Juegos Olímpicos de Sídney 2000, sus cuartos Juegos, en esta ocasión en los 100 m lisos, siendo eliminada en la primera ronda con una marca de 11,32 También tomó parte en la prueba de relevos 4 x 100 m, donde las griegas no pasaron a la final. 
En los Juegos Olímpicos de Atenas 2004, celebrados en su país fue uno de los cinco deportistas (y la única mujer) elegidos para llevar la antorcha olímpica en la ceremonia inaugural. Los otros fueron Nick Galis, Dimitrios Domazos, Akakios Kakiasvili y Ioannis Melissanidis.
En los Juegos de Atlanta 1996 también había participado en la ceremonia inaugural llevando la antorcha como representante del país cuna de los Juegos Olímpicos.

## Marcas personales
- 100 metros lisos - 11,27 (1990)
- 100 metros vallas - 12,64 (1992)
- 60 metros vallas - 8,08 (1990)
- Salto de longitud - 6.71 (1995)